# Paradas
Paradas ist eine Gemeinde in der Provinz Sevilla in Spanien mit 6.779 Einwohnern (Stand: 2024). Sie ist Teil der Comarca Campiña de Morón y Marchena in Andalusien. 

## Geografie
Die Gemeinde Paradas grenzt an die Gemeinden Arahal, Carmona und Marchena.

## Geschichte
Die Siedlung wurde 1460 von Don Juan Ponce de León, Markgraf von Cádiz, gegründet. Die ersten Bewohner waren Altchristen aus Astorga und León. 1781 wurde sie eine eigene Gemeinde und von Marchena unabhängig.